# Domme, Dordogne
Domme (tiếng Occitan là Doma) là một xã nằm ở tỉnh Dordogne trong vùng Aquitaine của Pháp. Xã này có diện tích 24,91 km2, dân số năm 2004 là 1008 người. Xã nằm ở khu vực có độ cao trung bình 60 m trên mực nước biển.

## Thông tin nhân khẩu
| Năm    | 1962 | 1968 | 1975 | 1982 | 1990  | 1999 | 2004  |
| ------ | ---- | ---- | ---- | ---- | ----- | ---- | ----- |
| Dân số | 855  | 876  | 891  | 910  | 1 030 | 987  | 1 008 |